# ميخائيل فريزر
ميخائيل فريزر (بالإنجليزية: Michael Fraser)‏ (8 أكتوبر 1983 في المملكة المتحدة - ) هو لاعب كرة قدم بريطاني في مركز حراسة المرمى. لعب مع نادي إنفرنيس ونادي بيركيركارا ونادي روس كاونتي ونادي ماذرويل وإلغين سيتي ‏ ونادي مونتروز لكرة القدم.

## وصلات خارجية
- ميخائيل فريزر على موقع قاعدة بيانات كرة القدم.إي يو (الإنجليزية)
- ميخائيل فريزر على موقع Soccerbase.com (لاعب) (الإنجليزية)
- ميخائيل فريزر على موقع Soccerway.com (الإنجليزية)